# Павел (Павлов-Морев)
Архиепископ Павел (в миру Пётр Алексеевич Морев-Павлов, при рождении Павлов, в семинарии Морев; 1779, Пинежский уезд, Архангельская губерния — 18 декабря 1831, Тобольск) — епископ Русской православной церкви, архиепископ Тобольский и Сибирский (1831), епископ Могилёвский и Витебский (1827—1831), епископ Вятский и Слободский (1823—1827).

## Биография
Родился в семье священника.
В 1803 году окончил Архангельскую семинарию и поступает в Московскую семинарию. В 1806 году по окончании её определён учителем в Архангельскую семинарию.
В 1807 году пострижен в монашество.
С марта 1807 года — игумен Корельской Николаевской обители, Архангельской епархии.
С 1809 года — префект духовных училищ.
С 5 июня 1810 года — архимандрит Архангельского монастыря. Одновременно назначен ректором Архангельского духовного училища, где он преподаёт философию.
14 октября 1817 года назначен архимандритом Сийского Антониева монастыря.
С 1818 года — ректор семинарии.
5 апреля 1820 года назначен архимандритом Крестного на острове Кие монастыря.
С мая 1821 года — архимандрит Борисоглебского монастыря в Ростове.
27 мая 1823 года хиротонисан в Санкт-Петербурге во епископа Вятского и Слободского. Епархией управлял весьма строго.
19 марта 1827 года переведён епископом Могилёвским и Витебским.
В июне 1831 года в Витебске скончался великий князь Михаил Павлович и епископ Павел должен был сопровождать тело усопшего в Санкт-Петербург, при этом панихиды по усопшему служились ежедневно утром и вечером и часто под открытым небом. То лето выдалось особенно дождливым и холодным, в результате чего епископ Павел простудился и заболел.
За успешное выполнение своей миссии был награждён саном архиепископа и получил лично от императора позолоченную митру и бриллиантовую панагию, а также карету от вдовы покойного князя.
7 августа 1831 года возведён в сан архиепископа Тобольского и Сибирского. Отправился в Сибирь, не пожелав остаться на лечение в столице.
Скончался 18 декабря 1831 года на 55 году жизни, пробыв в Тобольске всего 22 дня. 23 декабря он был погребён в Златоустовском приделе кафедрального собора возле северной стены.